# Käkisaari (ö i Birkaland, Tammerfors, lat 61,71, long 24,67)
Käkisaari är en ö i Finland. Den ligger i sjön Lopenselkä och i kommunen Orivesi i den ekonomiska regionen Tammerfors och landskapet Birkaland, i den södra delen av landet, 170 km norr om huvudstaden Helsingfors. Öns area är 5,2 hektar och dess största längd är 410 meter i sydöst-nordvästlig riktning.